# جورج بيل جونيور
جورج بيل جونيور (بالإنجليزية: George Bell)‏ هو عسكري أمريكي، ولد في 17 أغسطس 1867 في بالتيمور في الولايات المتحدة، وتوفي في 29 أكتوبر 1926 في شيكاغو في الولايات المتحدة.